# Alain Boghossian
Alain Boghossian (født 27. oktober 1970 i Digne, Frankrig) er en pensioneret fransk fodboldspiller, der spillede som midtbanespiller hos adskillige franske, italienske og spanske klubber. Han var desuden med til at blive verdensmester i fodbold ved VM i 1998 med Frankrigs landshold.

## Klubkarriere
Boghossian startede sin seniorkarriere i 1988 hos Olympique Marseille. Her spillede han, kun afbrudt af et et-årigt ophold hos FC Istres, frem til 1994, hvor han flyttede til Italien. I italiensk fodbold spillede han for først S.S.C. Napoli og efterfølgende Sampdoria, men størst succes fik han, da han i 1998 skiftede til Parma F.C.
I Parma var Boghossian med til at vinde både Coppa Italia og UEFA Cuppen i 1999, og han spillede for klubben frem til 2002. Herefter afsluttede han sin karriere med et et-årigt ophold i den spanske La Liga-klub RCD Espanyol i Barcelona.

## Landshold
Boghossian nåede gennem sin karriere at spille 26 kampe for Frankrigs landshold, som han debuterede for i 1997. Året efter blev han af landstræner Aimé Jacquet udtaget til VM i 1998, og var dermed med til at blive verdensmester på hjemmebane. Han blev ikke udtaget til en slutrunde igen før i 2002, hvor han var en del af Roger Lemerres trup til VM i Sydkorea og Japan.

## Titler
Coppa Italia
- 1999 med Parma F.C.

UEFA Cup
- 1999 med Parma F.C.

VM i fodbold
- 1998 med Frankrigs landshold